# Aída Carballo
Aída Carballo (Buenos Aires, 1916 - Buenos Aires, 19 de abril de 1985) fue una grabadora, dibujante, pintora surrealista, ilustradora, ceramista y maestra de pintores argentina. El crítico Ernesto Schoo la definió como Goya con ternura y escribió la pasajera que se bajó en la estación equivocada y que, no obstante, se quedó a vivir aquí, movida por la curiosidad y, sobre todo, por la compasión.

## Biografía
Su padre fue Raúl Carballo, diputado socialista y ella fue alumna de Pío Collivadino. Estudió en la Escuela Nacional de Bellas Artes Prilidiano Pueyrredón y Escuela Superior de Bellas Artes de la Nación Ernesto de la Cárcova.
Vivió en Francia entre 1958 y 1960 y participó en la Bienal de México. Recibió numerosas distinciones en Argentina y en el extranjero, en 1982 el Premio Konex por grabado.
A partir del fallecimiento de su padre en 1952, la artista sufrió varias internaciones en hospitales psiquiátricos a través de su vida.
Valorada entre sus colegas, fue una artista de culto, sin la popularidad y reconocimiento que mereció en vida.
Según el dictamen médico murió a causa de una descompensación diabética.
En 1990 se realizó una retrospectiva en el Fondo nacional de las Artes; en 1996 mereció una muestra retrospectiva póstuma en el Museo Nacional de Bellas Artes de Buenos Aires, y en el 2009 en la Fundación Osde.
Series de grabados selectos
- 1960 - Serie de los locos,
- 1963 - Serie de los amantes
- 1967 - Serie de los Levitantes
- 1969 -Serie de los colectivos
- 1975 -Serie de las muñecas

Ilustró, entre otros, Misteriosa Buenos Aires de su amigo Manuel Mujica Lainez y Nuestra tierra y su gente en el Martín Fierro, además de ilustrar el suplemento literario del diario La Nación entre 1974-84.
Obras en el Museo de Arte Moderno de Nueva York.
Entre sus discípulos figuran Fermín Eguía, Eduardo Iglesias Brickles, Cristina Santander, Ana Tarsia, Bibiana Martin, Marcia Schwartz, Marta Belmes, María Inés Tapia Vera, Norma Bessouet, Natalia Kohen, Pablo Páez, Ana Bianchi, Martín Malamud y Dan Arenzon

## Premios
- 1960 - Segundo Premio de Grabado en el Salón Municipal.
- 1963 - Premio del Salón Nacional.
- 1964 - Gran Premio de Honor del Salón Nacional.
- 1965 - Premio Fondo Nacional de las Artes.
- 1977 - Premio Fondo Nacional de las Artes.
- 1982 -Premio Konex por grabado.